# Атински трамвај
Атински трамвај је савремени систем јавне трамвајске мреже који опслужује Атину.
Трамвајска мрежа се простире на укупној дужини од 27 км кроз десет атинских предграђа. Ова мрежа иде од Синтагме (централна Атина) до приобалног предграђа Палајо Фалиро, где се линија дели на два крака: први се завршава чим се сретне са обалом Атине на станици Пикродафни (где се сусреће са другом линијом), док други искључиво води између Атинске ривијере (према јужном предграђу Вула) и луке Пиреј . Мрежа покрива већину градске обале Саронског залива. Атински трамвајски систем пружа просечну дневну услугу за 65.000 путника и запошљава 345 људи.

## Историја

### Старе трамвајске мреже (1908-1960)
Атински трамвај је почео са радом 1882. са коњским трамвајима. После 1908., мрежа трамваја метарског колосека је електрификована и проширена на 21 линију. Првобитни атински трамвајски систем престао је са радом 1960. и замењен је тролејбусима и моторним аутобусима.

### Модерни трамвајски систем
У марту 2001. основан је Tram S.A. као јавно комунално предузеће под надзором Министарства саобраћаја и комуникација, као подружница Attiko Metro S.A., државне компаније која је развила мрежу атинског метроа. Компанија је започела изградњу почетне мреже почетком 2002., а отворен је 19. јула 2004., неколико недеља пре Летњих олимпијских игара 2004. у Атини. Изградњу трамвајске мреже финансирали су Трећи европски фонд за регионални развој и грчка државна средства.
Од 19. октобра 2018. до 20. новембра 2020., трамвајски саобраћај је обустављен између Синтагме и Касомулија, због забринутости због слегања у подземном кориту реке Илисос.

## Политика продаје карата
На неким станицама су доступни шалтери и аутомати за продају карата са екраном осетљивим на додир.
Купљене карте важе 90 минута након валидације и могу се користити за неколико вожњи свим средствима јавног превоза у Атини укључујући метро, аутобусе и градски део приградске железнице. Путници морају потврдити своје карте на електронским машинама за валидацију у трамвајском возилу на почетку вожње. Нормална паушална цена за одрасле је 1,20 евра (важи 90 минута).
Постоје дневне и недељне карте, као и месечне карте које важе и за сва средства јавног превоза. Цене се често проверавају; путници који не покажу оверену карту или месечну карту кажњавају се новчаном казном од 60 пута веће цене стандардне карте.

## Мрежа

### Тренутне руте
Атински трамвај се тренутно састоји од две руте, линије 6 и 7:
- Линија 6 почиње на тргу Синтагма и иде југозападно ка обали, пре него што скреће на југоисток у Каламакију.
- Линија 7 почиње у Вули, иде северозападно дуж обале према Пиреју, саобраћајући у једносмерној петљи.[12]

| Линија | Отварање | Последње продужење | Дужина  | Рута                            | Број станица |
| ------ | -------- | ------------------ | ------- | ------------------------------- | ------------ |
|        | 2004     | 2004               | 18.2 км | Syntagma – Pikrodafni           | 19           |
|        | 2004     | 2021               | 16.1 км | Agia Triada – Asklepieio Voulas | 42           |

### Бивше руте
Садашњи атински трамвај отворен је са пет линија, које су добиле имена по старим Грцима: Аристофан (Линија 1), Есхил (Линија 2), Тукидид (Линија 3), Аристотел (Линија 4) и Платон (Линија 5).
| Линија | Отварање | Последње продужење | Дужина  | Рута                                           | Stops |
| ------ | -------- | ------------------ | ------- | ---------------------------------------------- | ----- |
|        | 2004     |                    | 18 км   | Stadio Irinis & Filias – Leoforos Vouliagmenis | 26    |
|        | 2004     |                    | 16.6 км | Leoforos Vouliagmenis – Kolymvitirio           | 35    |
|        | 2004     | 2007               | 21.5 км | Stadio Irinis & Filias – Asklepieio Voulas     | 31    |
|        | 2004     |                    | 19.6 км | Stadio Irinis & Filias – Syntagma              | 28    |
|        | 2004     | 2007               | 18.2 км | Syntagma – Asklepieio Voulas                   | 37    |

### Станице
Од децембра 2021., систем се састоји од 59 трамвајских станица: једно додатно стајалиште, Akti Poseidonos на западном крају Пиреја, је завршено, али још није отворено. Већина стајалишта је у оквиру регионалних јединица Јужне и Централне Атине: тринаест је у Пиреју, а једно у Вули.

## Возни парк
Атински трамвај отворен је 2004. са 35  трамваја. Да би се подржало проширење система у центар Пиреја, у јулу 2018. је поручено 25 трамваја, чија је испорука почела у септембру 2020. и завршена у децембру 2021.
| Година изградње | Произвођач   | Модел       | Слика | Дужина | Количина | Ref(s). |
| --------------- | ------------ | ----------- | ----- | ------ | -------- | ------- |
| 2004            | AnsaldoBreda | Sirio       |       | 31.9 м | 35       | [ 15 ]  |
| 2020–2021       | Alstom       | Citadis 305 |       | 33 м   | 25       | [ 17 ]  |